# Стурфорс
Стурфорс (швед. Storfors) — містечко (tätort, міське поселення) у центральній Швеції в лені  Вермланд. Адміністративний центр комуни  Стурфорс.

## Географія
Містечко знаходиться у східній частині лена  Вермланд за 265 км на захід від Стокгольма.

## Історія
З 1950 року Стурфорс отримав статус чепінга. А з 1971 року увійшов до складу однойменної комуни.

## Герб міста
Герб торговельного містечка (чепінга) Стурфорс отримав королівське затвердження 1949 року.
Герб: у золотому полі червоні обценьки, одні вгору ручками, інші — додолу, поверх них іде балка в два ряди чорних і срібних ромбів поперемінно.
Балка з ромбів походить з герба роду Ліндротів. Обценьки підкреслюють специфіку праці місцевих мешканців.
Після адміністративно-територіальної реформи, проведеної в Швеції на початку 1970-х років, муніципальні герби стали використовуватися лишень комунами. Цей герб був 1971 року перебраний для нової комуни Стурфорс. 

## Населення
Населення становить 2 203 мешканців (2018). 

## Економіка
Стурфорс спеціалізується на виробництві труб для спорудження трубопроводів у нафтовій, газовій та хімічній промисловості.

## Спорт
У поселенні базується футбольний клуб Стурфорс ФФ та інші спортивні організації. 

## Галерея

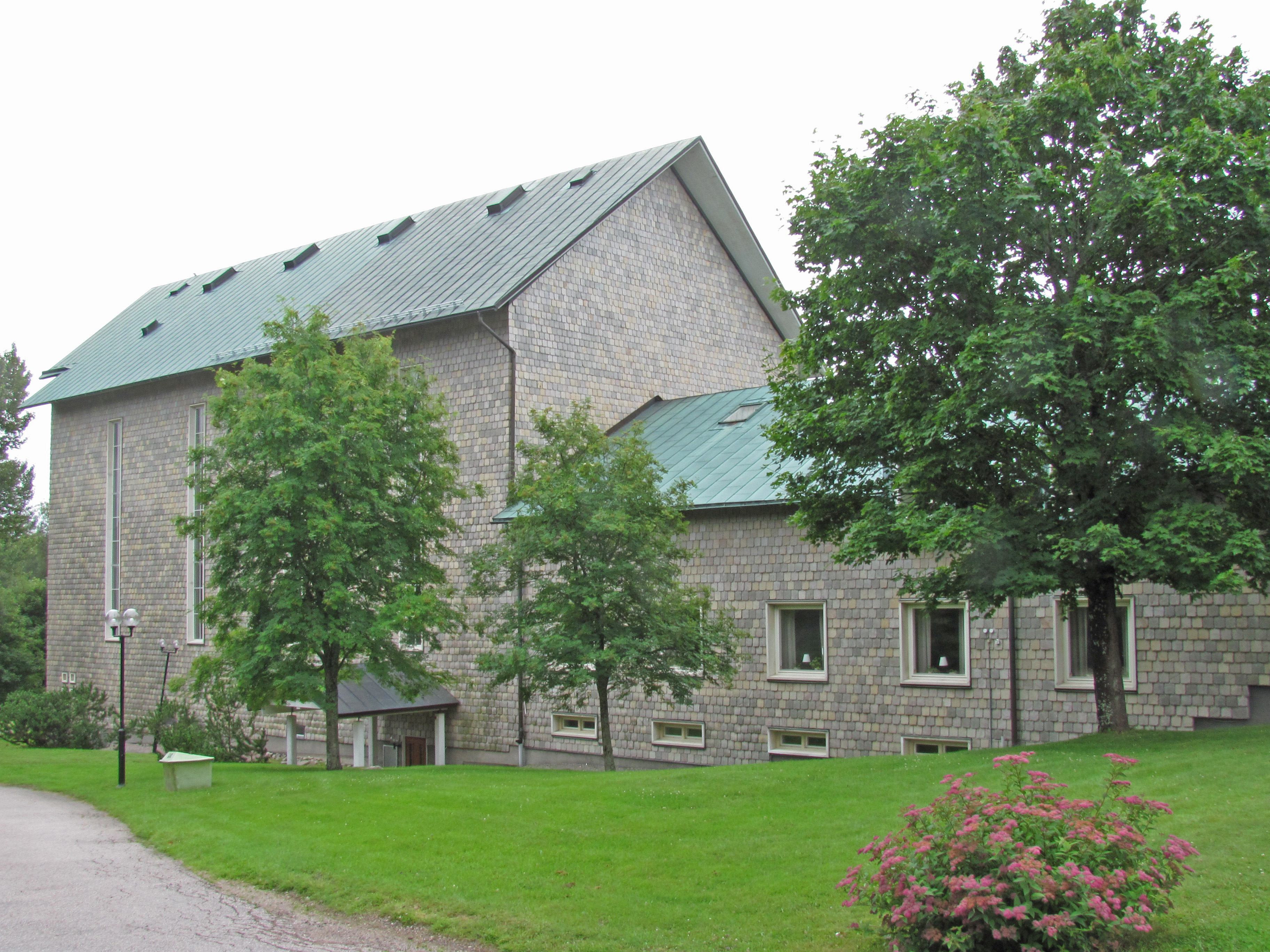
Церква
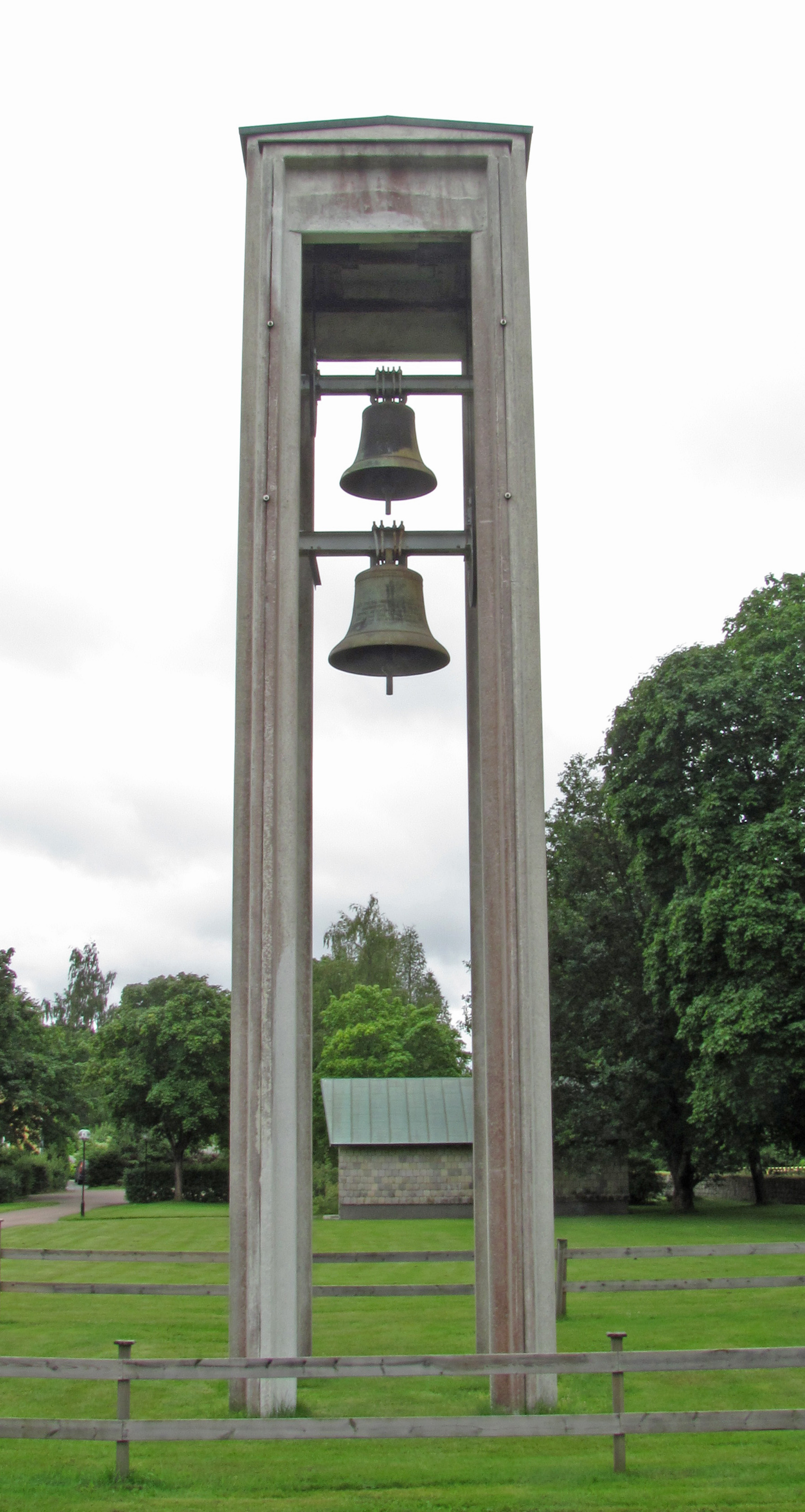
Дзвіниця

## Покликання
- Сайт комуни Стурфорс [Архівовано 22 березня 2021 у Wayback Machine.]